# Crédit Mutuel Alliance fédérale
 (octobre 2022).
Crédit Mutuel Alliance Fédérale (CMAF) est la principale entité du groupe Crédit mutuel. Alliance de 14 fédérations du Crédit mutuel (sur un total de 18 fédérations), elle représente plus de 80 % de l'activité du groupe Crédit mutuel .
Crédit mutuel Alliance fédérale regroupe également la Caisse Fédérale de Crédit mutuel, la Banque Fédérative du Crédit mutuel (BFCM) et l’ensemble de ses filiales, notamment le CIC, Euro-Information, les Assurances du Crédit mutuel (ACM), Targobank, Cofidis (dont Monabanq), la Banque Européenne du Crédit mutuel (BECM), la Banque Transatlantique et Homiris.
Il affiche en 2020 un produit net bancaire de 14,2 milliards d'euros.

## Histoire
L'histoire de la Banque Fédérative du Crédit Mutuel est liée à celle des Caisses Mutuelles de Dépôts et de Prêts (CMDP) créées en Alsace et en Moselle à partir de 1882 sous l’influence de Frédéric-Guillaume Raiffeisen,. La première caisse de Crédit Mutuel toujours existante est créée le 27 février 1882 par 16 habitants de La Wantzenau, commune proche de Strasbourg. Puis le mouvement se développe très vite : fin 1882, 17 caisses sont recensées en Alsace, puis 127 caisses dix ans plus tard (1892). À partir de 1893, c’est au tour de la Lorraine de créer ses caisses de Crédit Mutuel.
La Banque Fédérative du Crédit Mutuel est née en 1895 en tant que succursale strasbourgeoise de la Caisse Centre agricole pour l'Allemagne dont dépendaient les caisses de Crédit Mutuel alsaciennes et lorraines.
En 1901 les fédérations de Haute-Alsace (Haut-Rhin), de Basse-Alsace (Bas-Rhin) et de Lorraine (Moselle) fusionnent pour former le Raiffeisenverband. Les autorités allemandes favorisent la création d’un mouvement concurrent d’inspiration libérale, le Revisionverband, pour limiter l’influence catholique qui prédominait dans le Raiffeisenverband. En 1905, lorsque les évolutions réglementaires permettent au Crédit Mutuel d'obtenir son autonomie, la Fédération des coopératives rurales d'Alsace-Lorraine est créée,.
En 1919, après le retour à la France des territoires cédés à l'Allemagne à la suite de la défaite française de 1871, la caisse centrale prendra le nom de banque fédérative.
Devenue Banque Fédérative du Crédit Mutuel, elle cessera en 1992 d'être la caisse centrale des caisses locales pour devenir la société holding du Groupe Crédit Mutuel-CM11 aujourd'hui Crédit Mutuel Alliance Fédérale. À ce titre, elle détient les principales participations du Groupe et participe à son refinancement sur les marchés.

### Histoire récente
En juin 2017, Crédit mutuel Alliance fédérale annonce l'acquisition de la participation des 48,98 % qu'il ne détient pas encore dans Targobank en Espagne à Banco Popular, pour 65 millions d'euros.
En novembre 2018[source insuffisante], Crédit Mutuel Alliance Fédérale adopte son nouveau nom ; il s’appelait jusqu'ici Groupe Crédit mutuel – CM11 en référence à ses 11 fédérations de Crédit Mutuel membres.
Le 1er janvier 2020,, les deux fédérations Crédit Mutuel Massif Central et Crédit Mutuel Antilles-Guyane rejoignent le groupe portant à treize le nombre de fédérations du Crédit Mutuel membres de Crédit Mutuel Alliance Fédérale.
En mai 2020, Crédit Mutuel Alliance Fédérale porte à 80 % le niveau de sa participation au capital de Cofidis Participations[source insuffisante], renommé Cofidis Group.
En 2020, Crédit Mutuel Nord Europe envisage également d'adhérer à Crédit Mutuel Alliance Fédérale,. Le rapprochement aboutit le 1er janvier 2022. La banque belge Beobank ainsi que la société de gestion d'actifs La Française intègrent alors le Crédit Mutuel Alliance Fédérale. Ce sont désormais 1500 caisses de Crédit Mutuel qui bénéficient de l’outil coopératif technique de la Caisse Fédérale de Crédit Mutuel.

## Activité et filiales
Crédit mutuel Alliance fédérale est l’alliance de 14 fédérations du Crédit Mutuel : les fédérations du Crédit Mutuel Centre-Est Europe, Sud-Est, Île-de-France, Savoie Mont Blanc, Midi Atlantique, Loire-Atlantique et Centre-Ouest, Centre, Normandie, Dauphiné-Vivarais, Méditerranéen, Anjou, les Fédérations Antilles-Guyane et Massif Central depuis le 1er janvier 2020, Nord Europe depuis le 1er janvier 2022. Il est le principal groupe bancaire au sein de la Confédération Nationale du Crédit Mutuel.
Notamment, via la BFCM, Crédit Mutuel Alliance Fédérale compte comme filiales les groupes bancaires suivants : 
- le CIC, ayant près de 1 815 agences ;
- Targobank, leader du marché allemand dans les domaines du crédit à la consommation et de l’affacturage avec 337 points de vente, pour 3,7 millions de clients particuliers et entreprises ;
- Cofidis, l’un des acteur du crédit à la consommation en France.
- les Assurances du Crédit Mutuel, créées en 1970. Le Crédit mutuel est alors de la première banque en France à se lancer dans l'assurance dans l'idée d'assurer elle-même ses clients-sociétaire emprunteurs et créa ainsi la bancassurance[22]. Elles sont dans les faits un groupe, le Groupe des Assurances du Crédit Mutuel SA, ou GIE ACM ou GACM, composé principalement des filiales Santé, Vie et IARD. En France, les produits d'assurance sont distribuées au sein des agences bancaires. A l'international, la distribution est notamment effectuée par Cofidis, Beobank ou encore Agrupació.
- la Banque Européenne du Crédit Mutuel (BECM), spécialisée dans les relations avec les entreprises et les professionnels de l'immobilier ;
- la Banque Transatlantique, banque privée, de solutions de financement et d’investissement ;
- le Groupe EBRA, un groupe de presse avec neuf organes de presse quotidienne régionale : L'Alsace, les Dernières Nouvelles d'Alsace Le Républicain lorrain, L'Est républicain et Vosges Matin ainsi que des journaux rachetés à la Socpresse de Serge Dassault : Le Progrès, Le Dauphiné libéré, Le Bien public et Le Journal de Saône-et-Loire[23][réf. à confirmer],[24],[25] ;
- Euro Information, la filiale technologique du Crédit Mutuel Alliance Fédérale.

Crédit Mutuel Alliance Fédérale compte également d'autres filiales de gestion d'actifs et d'affacturage comme Crédit Mutuel épargne salariale, Crédit Mutuel Lease (crédit-bail Immobilier), Crédit Mutuel Immobilier (regroupe 6 activités dédiées à l'immobilier : aménagement foncier, Ataraxia promotion immobilière, agence immobilière de biens immobiliers neufs, gestion locative, prise de participation), etc.,.

## Actionnariat de la Banque Fédérative du Crédit Mutuel
| Actionnaires                                                             | % détenu |
| ------------------------------------------------------------------------ | -------- |
| Caisse Fédérale de Crédit mutuel                                         | 93 %     |
| Caisses régionales et caisses locales de Crédit Mutuel Alliance Fédérale | 4,92 %   |

La Caisse Fédérale de Crédit mutuel est une société coopérative ayant la forme de société anonyme, affiliée à la Confédération Nationale du Crédit Mutuel, détenue à 11,7 % par les ACM Vie mutuelle et à 88,3 % par 1414 caisses locales et régionales de Crédit Mutuel.

## Investissements dans les combustibles fossiles
Crédit Mutuel a été une des premières banques à annoncer son retrait du secteur charbonnier d'ici 2030. Cependant elle n'a aucun plan assorti d'un calendrier pour ce qui est de ses investissements dans le gaz et le pétrole.

## Sources
1. ↑  Sirene (registre national des sociétés).
2. ↑  « Organigramme du Crédit Mutuel Alliance Fédérale » (consulté le 15 avril 2021)
3. ↑  Crédit mutuel, la Bretagne fait de la résistance, dans Le Télégramme
4. ↑  « Site web de Crédit mutuel Alliance fédérale »
5. ↑  Les Echos, « Crédit mutuel Alliance fédérale mise sur son réseau d'agences »
6. ↑  Une banque solide, Crédit mutuel
7. ↑  Repères Crédit mutuel. Une histoire vieille de 133 ans, La Croix, 8 décembre 2015
8. ↑  Banque Fédérative du Crédit Mutuel
9. ↑  Les Caisses de Crédit mutuel en Alsace-Lorraine à la charnière des XIXe et XXe siècles, 2008
10. ↑  « Encyclopédie BSEditions »
11. ↑  Histoire du Crédit mutuel, CNCM, 1991
12. ↑  Le groupe Crédit mutuel-CM11 en 2016
13. ↑  Le Crédit mutuel rachète le solde de Targobank, Le Figaro, 2 juin 2017
14. ↑  « credit mutuel alliance federale »
15. ↑  « Le Crédit Mutuel Massif Central va rejoindre le CM11 en 2020 », sur capitaine-banque.com, 9 novembre 2018 (consulté le 28 mai 2019)
16. ↑  Le Crédit mutuel du Massif central passe à l'ennemi, Le Figaro, 30 juin 2017
17. ↑  « Communiqués de presse », sur bfcm.creditmutuel.fr, 26 mars 2019 (consulté le 7 juin 2020)
18. ↑  Les Echos, « Au Crédit Mutuel, Lille en passe de se rapprocher de Strasbourg »
19. ↑  La Voix du Nord, « Le Crédit Mutuel Nord Europe pourrait fusionner avec l’Alliance fédérale »
20. ↑  « Crédit Mutuel Nord Europe intègre officiellement l'Alliance Fédérale du Crédit Mutuel », sur La Tribune, 2022-01-03cet14:39:00+0100 (consulté le 6 avril 2023)
21. ↑  « Au Crédit Mutuel, le Nord rejoint l'Alliance Fédérale », sur Les Echos, 3 janvier 2022 (consulté le 20 juin 2024)
22. ↑  AnnedeContenson, « Le succès de la bancassurance en France », sur La Jaune et la Rouge, 5 juillet 2011 (consulté le 3 octobre 2022)
23. ↑  Le Monde, 6 décembre 2006
24. ↑  « La méchante guerre du Crédit mutuel contre les Échos », Marianne
25. ↑  Le Crédit mutuel ne souhaite plus vendre le Républicain lorrain, Challenges, 24 février 2012
26. ↑  Crédit Mutuel CIC toujours plus ambitieux, l'Agefi, 1 mars 2012
27. ↑  Le Crédit mutuel reprend Cofidis aux 3 Suisses, Le Figaro, 30 octobre 2008
28. ↑  (en) « Présentation investisseurs 2020 »
29. ↑  Reporterre, « Les banques françaises championnes du financement des énergies fossiles », sur Reporterre, le quotidien de l'écologie (consulté le 24 juillet 2022)
30. ↑  admin, « La place financière française divisée face à l'avenir du pétrole et du gaz », sur Reclaim Finance, 5 juillet 2022 (consulté le 24 juillet 2022)